# Automobiles Chatenet
Pour les articles homonymes, voir Chatenet (homonymie).
Automobiles Chatenet est un constructeur automobile français, spécialisé dans la voiture sans permis, fondée en 1984 par Louis-Georges Chatenet. Son siège social est basé à Pierre-Buffière, en Haute-Vienne.
Ses voitures sans permis sont vendues dans de nombreux pays (France, Italie, Espagne, Portugal, Belgique, Pays-Bas, Allemagne, Pologne, Finlande, Suède, Norvège et Nouvelle-Calédonie). L’entreprise familiale est actuellement dirigée par David Chatenet.
Sa gamme compte la CH40, déclinée en plusieurs variantes, dont une sportive et un crossover appelé Barooder. La marque se veut être « le haut de gamme » du VSP.

## Gamme actuelle
- CH40 : cette voiture sans permis lancée fin 2017 adopte un moteur Lombardini[6]
- CH46 : une nouvelle berline dont le style rappelle la CH26[7]

## Anciens modèles
- Voiture sans permis Stella
- Voiture sans permis Speedino
- Voiture sans permis Barooder

Voiture sans permis CH26  : ce modèle a été lancé en 2009, son design évoque la Mini Cooper. La CH26 et ses dérivés ont cessé d'être commercialisés en 2018, du fait d'une réglementation qui limite la longueur des voitures sans permis à 3 mètres

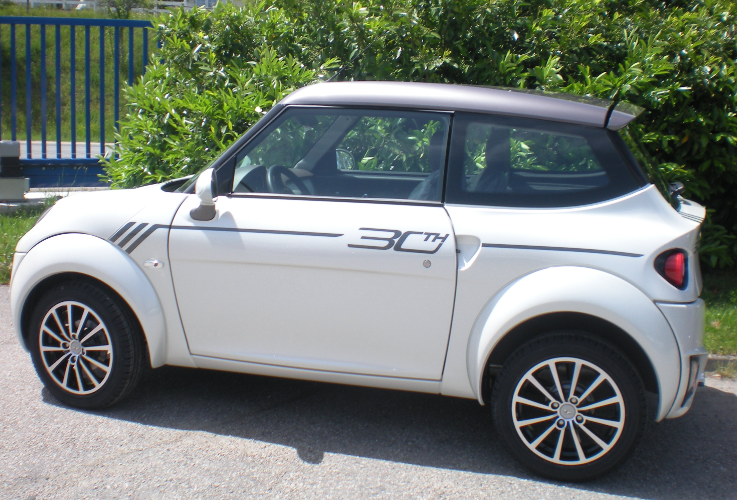
Voiture sans permis CH26 30e anniversaire créée à l’occasion des 30 ans d'Automobiles Chatenet.
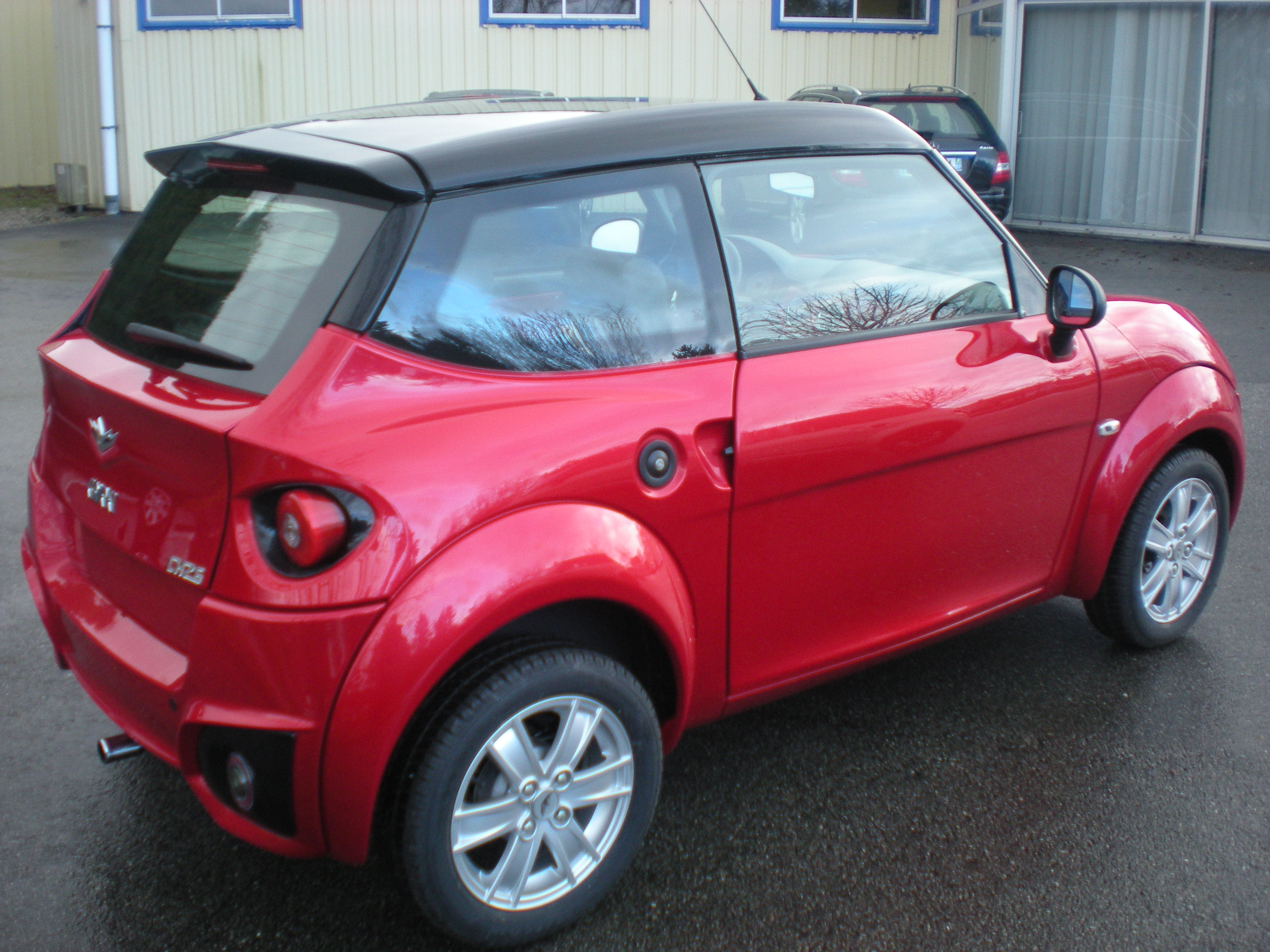
Entrée de gamme de la marque, la voiture sans permis CH26 Evo 500.

La marque a proposé plusieurs motorisations, Yanmar ou Lombardini EVO 500 ou Lombardini DCI, ainsi que plusieurs combinaisons de couleurs.
- Voiture sans permis CH26 Découvrable : cette déclinaison de la CH26 proposait un toit ouvrant en toile Webasto.

- Voiture sans permis CH32 Break

- Pick-up sans permis, dérivé du break CH32

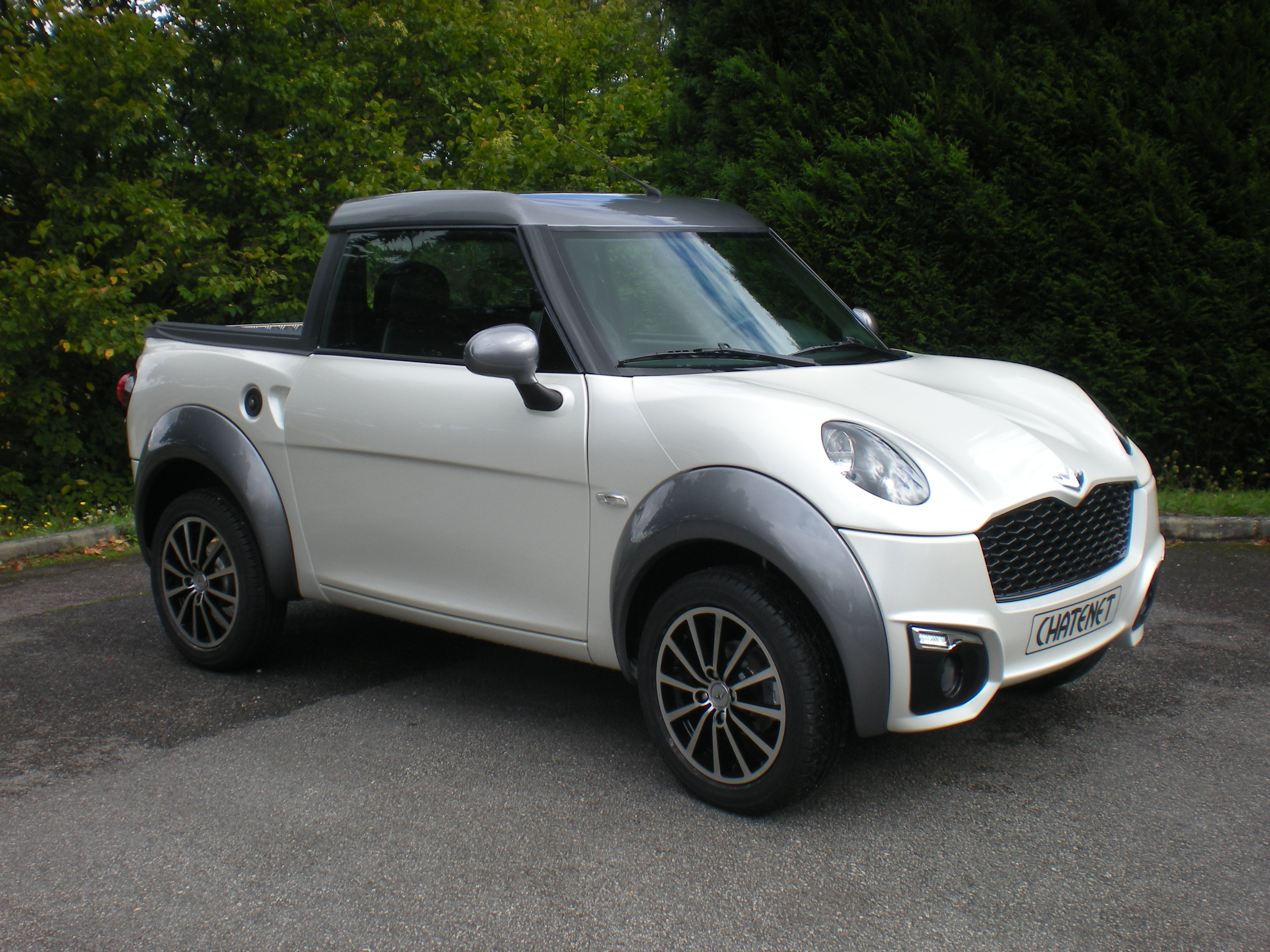
Pick-up sans permis citadin.
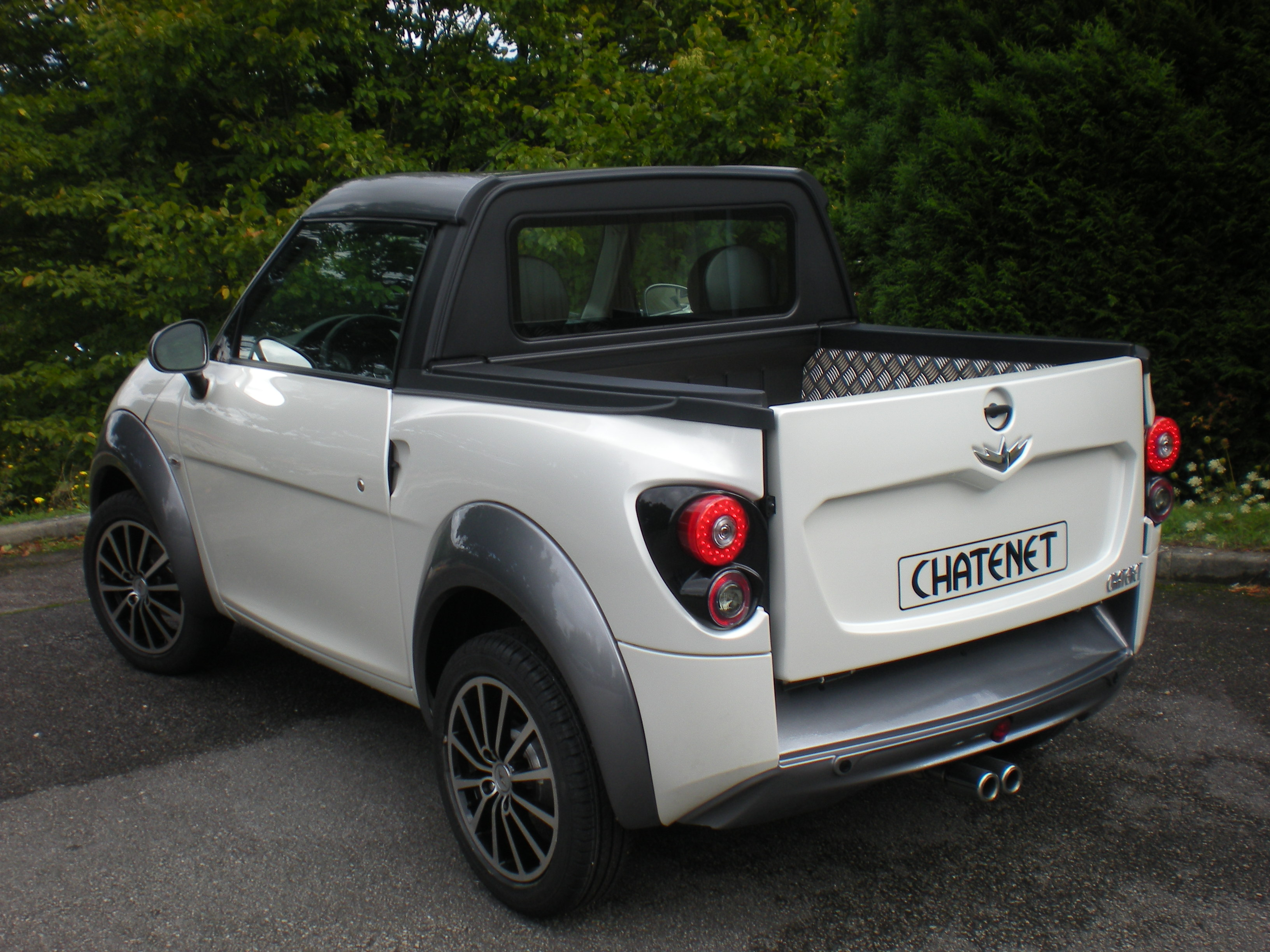
Pick-up sans permis.

- Coupé sans permis Sporteevo, dérivé de la CH26